# Saison 3 de Justified
Chronologie
Saison 2 Saison 4
Cet article présente la troisième saison de la série télévisée Justified.

## Synopsis
La Dixie Mafia de Frankfort envoie Robert Quarles prendre le contrôle du comté de Harlan aux Crowder. Pendant ce temps, Dickie Bennett — le seul survivant du clan Bennett — cherche son héritage auprès d'Ellstin Limehouse à Noble's Holler.

## Distribution

### Acteurs principaux
- Timothy Olyphant (VF : Jean-Pierre Michaël) : Raylan Givens (en)
- Walton Goggins (VF : Mathias Kozlowski) : Boyd Crowder
- Nick Searcy (VF : Alain Choquet) : Art Mullen (10 épisodes)
- Joelle Carter (VF : Virginie Kartner) : Ava Crowder (11 épisodes)
- Natalie Zea (VF : Amandine Pommier) : Winona Hawkins (7 épisodes)
- Jacob Pitts (VF : Olivier Chauvel) : Tim Gutterson (6 épisodes)
- Erica Tazel (VF : Anaïs Navarro) : Rachel Brooks (6 épisodes)

### Acteurs récurrents
- Neal McDonough : Robert Quarles (12 épisodes)
- Demetrius Grosse (VF : Jean-Baptiste Anoumon) : Errol (12 épisodes)
- Mykelti Williamson (VF : Frantz Confiac) : Ellstin Limehouse[1] (12 épisodes)
- David Meunier (VF : Patrick Béthune) : Johnny Crowder (10 épisodes)
- Jere Burns (VF : Nicolas Marié) : Wynn Duffy (9 épisodes)
- Raymond J. Barry (VF : Pierre Dourlens) : Arlo Givens (8 épisodes)
- Jeremy Davies (VF : Franck Capillery) : Dickie Bennett (7 épisodes)
- David Andrews : le shérif Tillman Napier (6 épisodes)
- Brendan McCarthy (VF : Stéphane Bazin) : Tanner Dodd (6 épisodes)
- Damon Herriman (VF : Vincent Barazzoni) : Dewey Crowe (5 épisodes)
- Jesse Luken (en) : Jimmy (5 épisodes)
- Abby Miller (en) (VF : Alice Taurand) : Ellen May (5 épisodes)
- Jim Beaver (VF : Jacques Bouanich) : le shérif Shelby Parlow (4 épisodes)
- Jenn Lyon (en) : Lindsey Salazar (4 épisodes)
- Peter Murnik (en) : Tom Bergen (4 épisodes)
- Todd Stashwick : Ash Murphy (4 épisodes)

### Invités
- Clayne Crawford (VF : Thibaut Belfodil) : Lance (3 épisodes)
- William Gregory Lee : Adjoint Nick Mooney (3 épisodes)
- Kevin Rankin : Derek « Devil » Lennox (3 épisodes)
- Stephen Root : le juge Mike Reardon (3 épisodes)
- Adam Arkin : Theo Tonin (2 épisodes)
- Kaitlyn Dever : Loretta McCready (2 épisodes)
- Rick Gomez : Assistant U.S. Attorney David Vasquez (2 épisodes)
- William Mapother : Delroy Baker (2 épisodes)
- Max Perlich : Sammy Tonin (2 épisodes)
- William Ragsdale (VF : Pascal Germain) : Gary Hawkins (2 épisodes)
- Stephen Tobolowsky : Agent FBI Jeremy Barkley (2 épisodes)
- Madeline Blue (VF : Sandra Parra) : Minerva (2 épisodes)
- Steven Flynn : Emmitt Arnett (1 épisode)
- Carla Gugino (VF : Marjorie Frantz) : USMS Directrice Adjointe Karen Goodall (2 épisodes)
- Linda Gehringer : Helen Givens (1 épisode)
- James LeGros : Wade Messer (1 épisode)

Source VF: Doublage Séries Database

## Liste des épisodes
1. Le Pic de glace
2. Protéger et périr
3. La Roulette de Harlan
4. Pas de sympathie pour Devil
5. Organes vitaux
6. Razzia sur l'oxy
7. La caravane passe
8. Feux croisés
9. Terrain miné
10. Saloon
11. Associations de malfaiteurs
12. Le Trésor des Bennett
13. À l'abattoir !

### Épisode 1:Le Pic de glace
- États-Unis : 17 janvier 2012 sur FX
- France : 
  - 8 août 2014 sur M6[3]
  - sur Orange ciné choc
- Québec : 5 mai 2015 sur AddikTV

- États-Unis : 3,07 millions de téléspectateurs[4]

### Épisode 2:Protéger et périr
- États-Unis : 24 janvier 2012 sur FX
- France : 8 août 2014 sur M6
- Québec : 12 mai 2015 sur AddikTV

- États-Unis : 2,71 millions de téléspectateurs[5]

- Carla Gugino
- Mykelti Williamson
- Jeremy Davies
- Clayne Crawford
- Michael Harding
- Damon Herriman
- Frank John Hughes
- Bonnie Root
- Todd Stashwick
- Lenny Citrano
- Demetrius Grosse
- Cleavon R. McClendon III

### Épisode 3:La Roulette de Harlan
- États-Unis : 31 janvier 2012 sur FX
- France : 15 août 2014 sur M6
- Québec : 19 mai 2015 sur AddikTV

- États-Unis : 2,71 millions de téléspectateurs[6]

### Épisode 4:Pas de sympathie pour Devil
- États-Unis : 7 février 2012 sur FX
- France : 15 août 2014 sur M6
- Québec : 26 mai 2015 sur AddikTV

- États-Unis : 2,21 millions de téléspectateurs[7]

### Épisode 5:Organes vitaux
- États-Unis : 14 février 2012 sur FX
- France : 22 août 2014 sur M6
- Québec : 2 juin 2015 sur AddikTV

- États-Unis : 2,13 millions de téléspectateurs[8]

### Épisode 6:Razzia sur l'oxy
- États-Unis : 21 février 2012 sur FX
- France : 22 août 2014 sur M6

- États-Unis : 2,02 millions de téléspectateurs[9]

### Épisode 7:La caravane passe
- États-Unis : 28 février 2012 sur FX
- France : 29 août 2014 sur M6

- États-Unis : 2,15 millions de téléspectateurs[10]

### Épisode 8:Feux croisés
- États-Unis : 6 mars 2012 sur FX
- France : 29 août 2014 sur M6

- États-Unis : 2,16 millions de téléspectateurs[11]

### Épisode 9:Terrain miné
- États-Unis : 13 mars 2012 sur FX
- France : 5 septembre 2014 sur M6

- États-Unis : 2,26 millions de téléspectateurs[12]

### Épisode 10:Saloon
- États-Unis : 20 mars 2012 sur FX
- France : 5 septembre 2014 sur M6

- États-Unis : 2,32 millions de téléspectateurs[13]

- Jim Beaver
- Richard Speight Jr.

### Épisode 11:Associations de malfaiteurs
- États-Unis : 27 mars 2012 sur FX
- France : 12 septembre 2014 sur M6

- États-Unis : 2,49 millions de téléspectateurs[14]

### Épisode 12:Le Trésor des Bennett
- États-Unis : 3 avril 2012 sur FX
- France : 12 septembre 2014 sur M6

- États-Unis : 2,47 millions de téléspectateurs[15]

### Épisode 13:À l'abattoir!
- États-Unis : 10 avril 2012 sur FX
- France : 19 septembre 2014 sur M6

- États-Unis : 2,66 millions de téléspectateurs[16]